# Copa da Liga Escocesa 1990–91
A Copa da Liga Escocesa de 1990-91 foi a 45º edição do segundo mais importante torneio eliminatório do futebol da Escócia. O campeão foi o Rangers F.C., que conquistou seu 17º título na história da competição ao vencer a final contra o Celtic F.C., pelo placar de 2 a 1.

## Premiação
| Copa da Liga Escocesa de 1990-91  |
| Escócia                           |
| --------------------------------- |
| Rangers F.C. Campeão (17º título) |